# Hubert Barraud
Hubert Barraud war ein französischer Hersteller von Automobilen.

## Unternehmensgeschichte
Das Unternehmen aus Montluçon begann 1912 mit der Produktion von Automobilen. Die Markennamen lauteten Bébé und BB. 1915 endete die Produktion nach etwa 100 Fahrzeugen.

## Fahrzeuge

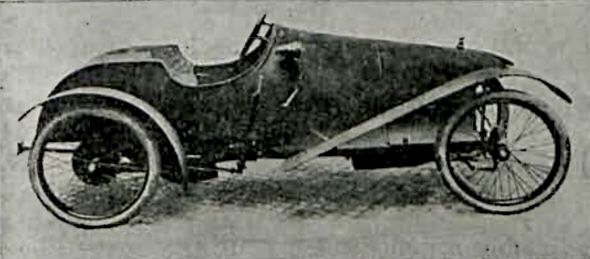
Bébé um 1912

Im Angebot standen verschiedene Kleinwagen-Modelle. Die beiden kleineren waren Zweisitzer. Für den Antrieb sorgte ein Einzylindermotor, der wahlweise von Anzani oder Buchet kam. Im Modell 8/10 CV trieb ein Vierzylindermotor von Chapuis-Dornier die Fahrzeuge an. Der Motor war vorne im Fahrzeug montiert und trieb über eine Kardanwelle die Hinterachse an. Zunächst wurde ein Viergang-Friktionsgetriebe verwendet, das im letzten Baujahr durch ein gewöhnliches Dreiganggetriebe abgelöst wurde. Zwei- und viersitzige Karosserien standen zur Auswahl.